# WADE
WADE는 KB(이규범)과 IPX(구 라인프렌즈)가 공동으로 제작한 버추얼 인플루언서이다. DJ 겸 프로듀서라는 설정을 가지고 활동하며, 주로 인스타그램에 음악과 패션에 대한 관심사가 드러나는 일상 게시글을 업로드한다.

## 소개
물로 만들어진 “뮤턴트”로서, 염력과 순간이동 등 초능력을 사용한다는 설정을 가지고 있다.  WADE는 피부, 인종, 계층, 성별 등에 한계가 없는 가상 캐릭터의 특성을 보여준다. 디제잉과 패션을 좋아하고, 스케이트 보드와 스트리트 컬처를 즐긴다. 초능력을 가지고 있음에도 불구, WADE는 슈퍼히어로적 특성보다는 주위에서 볼 수 있는 친근한 캐릭터로서의 면모를 가지고 있다.

## 관심사
WADE는 주로 인스타그램에 자신의 음악 취향을 공유한다. 특히 힙합, 스케이트 보드, 패션 등, 스트리트 컬쳐에 대한 애정을 가지고 있으며, 주로 80, 90년대 음악을 즐겨듣는다. 

## 활동
라이카, SAINT Mxxxxxx 등 다양한 브랜드와의 콜라보레이션 음악을 프로듀싱하는 등, 음악 작업을 중점으로 활동하며 종종 인스타그램을 통해 직접 디제잉을 하는 모습도 볼 수 있다. 
Tiffany& Co., Valentino, Wilson, ADER ERROR, Tamburins 등 유명 브랜드와의 꾸준한 협업을 진행하고 있다.
주기적으로 다양한 주제를 넘나들며 유튜브 채널에 디제잉 콘텐츠인 ‘WADE FM 3.22’ 시리즈를 업로드 하고 있다. 
2024년 7월 3일 텔레포트 도피 2024 앨범에 아티스트 CIFIKA와 함께한 음원 ‘Oasis’ 를 수록하며 국내 및 해외 음원 사이트에 아티스트로 등록되었다.# 음원 발매와 함께 라이브 영상도 공개되었다. 

## NFT
한국 시간으로 2022년 9월 16일 오전 2시, WADE의 첫번째 멤버쉽 NFT 'WADE F&F'가 민팅되었다. 민팅 당일 완판되었으며, OPENSEA, MAGIC EDEN 탑랭크에 등재되었다.
2024년 3월, 첫 PFP NFT ‘WADESIDE’를 런칭하였다. 

## 음반 목록

#### 싱글
| 발매연도 | 곡명                                   |
| -------- | -------------------------------------- |
| 2021     | “SAINTWADE” with SAINT Mxxxxxx         |
| 2022     | “OUT OF THE ORDINARY” with Leica       |
| 2022     | NewJeans - HypeBoy \| WADE💦 119 REMIX |

### 참여 음반
| 발매연도 | 곡명                                                   | 가수명                  |
| -------- | ------------------------------------------------------ | ----------------------- |
| 2022     | WADE💦 REMIX” featuring. SAAY, Big Naughty, GooseBumps | Lil Moshpit             |
| 2024     | Oasis                                                  | CIFIKA, WORLD WIDE WADE |

### 콜라보레이션
| 제목                                     | 콜라보레이션 브랜드 | 진행연도 |
| ---------------------------------------- | ------------------- | -------- |
| ComplexCon 2021                          | ComplexCon 2021     | 2021     |
| O! Leica                                 | Leica               | 2022     |
| WADE X SAINT Mxxxxxx                     | SAINT Mxxxxxx       | 2022     |
| ComplexCon 2022 'A Dream Within A Dream' | ComplexCon 2022     | 2022     |

## 같이 보기
- 버추얼 인플루언서